# Alina Mychajlowa

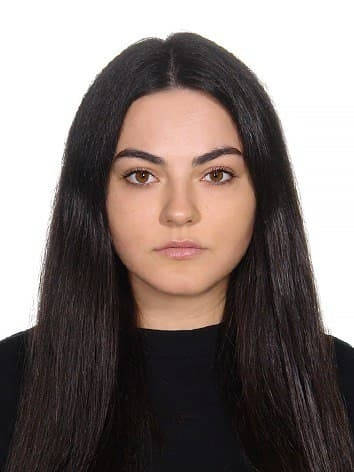
Alina Mychajlowa (2020)

Alina Arturiwna Mychajlowa (ukrainisch Аліна Артурівна Михайлова, * 1. Oktober 1994 in Dnipropetrowsk) ist eine ukrainische Sanitäterin, Offizierin, Politikerin und Politikwissenschaftlerin.

## Biografie
Alina Mychajlowa wuchs in Dnipro in einer russischsprachigen Familie auf. Während dem Euromaidan half sie in Kiew Menschen, die Opfer von Massenschießereien waren und vom Berkut verprügelt wurden. Danach absolvierte sie Sanitätskurse, arbeitete seit dem Beginn des Kriegs im Donbas 2014 als freiwillige Sanitäterin und gründete in Dnipro ein Spendenzentrum, in dem Nahrung und Ausrüstung gesammelt wurde. Sie war unter anderem an der Schlacht um den Flughafen Donezk und dem Kampf um Debalzewe beteiligt. 2016 trat sie dem Sanitätsbataillon Hospitaliter bei. 2017 gründete sie einen Frontsanitätsdienst in der 1. Angriffskompanie des zum Prawyj Sektor gehörenden Ukrainischen Freiwilligenkorps.
2018 erhielt sie den Master der Politikwissenschaft an der Nationalen Taras-Schewtschenko-Universität Kiew. Außerdem nahm sie an einem Kooperationsprogramm für junge Führungskräfte zwischen der Ukraine und den USA teil, wofür sie ein Stipendium für die Kyiv School of Economics erhielt und dort 2019 ein Public-Management-Studium abschloss. Im selben Jahr arbeitete sie als Assistentin für den Werchowna Rada-Abgeordneten Rustem Umjerow. Am 5. Dezember 2019 wurde Mychajlowa per Dekret des Präsidenten der Ukraine der Orden der Fürstin Olga 3. Klasse verliehen.
2020 wurde sie als Mitglied der Stimme zur Abgeordneten des Kiewer Stadtrates gewählt und wurde Mitglied der Kommission für Budget und soziale- und wirtschaftliche Entwicklung. Während ihrer Amtszeit sprach sie sich für die Dekommunisierung in der Ukraine aus und stimmte gegen 130 Entscheidungen des Stadtrates. In diesem Jahr war sie eine der zwanzig einflussreichsten Influencerinnen unter jungen Ukrainern.
Sie ist seit dem russischen Überfall 2022 als Leiterin der Sanitätseinheit des „Da Vincis Wölfe Bataillons“, das Teil der 67. mechanisierten Brigade des Ukrainisches Heers ist, tätig und wurde zum Unterleutnant befördert.
Im Juli 2022 veröffentlichte der US-amerikanische Spielzeughersteller Citizen Brick Minifiguren ukrainischer Sanitäterinnen, darunter Mychajlowa, um diejenigen zu ehren, die gegen den „russischen Faschismus“ in der Ukraine kämpfen. Mychajlowa wurde in zwei Ranglisten von Forbes gelistet. Im August 2022 in einer Liste von 30 jungen Ukrainerinnen und Ukrainern, die die Zukunft des Landes bestimmen werden und im Mai 2023 in einer Liste von 50 weiblichen ukrainischen Führungspersonen in der Kriegszeit.
Am 14. März 2023 verlieh Wolodymyr Selenskyj Mychajlowa im Marienpalast den Bohdan-Chmelnyzkyj-Orden 3. Klasse. Im selben Jahr bezeichnete der ehemalige Werchowna Rada-Abgeordnete Taras Tschornowil Mychajlowa in sozialen Netzwerken als „Oligarchenabschaum“. Darauf haben Unterstützer ihres Bataillons ihn mit grüner Farbe überzogen, ihn in eine Mülltonne geworfen und ihn als „Verräter“ bezeichnet.
Über Mychajlowa wurde in internationalen Medien wie 20 Minuten, Le Monde, The Guardian und The Washington Post berichtet.

## Privates
Von 2017 bis zu dessen Tod war Mychajlowa in einer Beziehung mit Dmytro Kozjubajlo (1995–2023).